# PRIDE GRANDPRIX 2003 決勝戦
PRIDE GRANDPRIX 2003 決勝戦（プライドグランプリにせんさん けっしょうせん）は、日本の総合格闘技イベント「PRIDE」の大会の一つ。2003年（平成15年）11月9日、東京都文京区の東京ドームで開催された。海外PPVでの大会名は「PRIDE Final Conflict 2003」。

## 大会概要
エメリヤーエンコ・ヒョードルとミルコ・クロコップによるPRIDEヘビー級タイトルマッチがヒョードルの怪我により流れ、本大会のセミファイナルでミルコとアントニオ・ホドリゴ・ノゲイラのヘビー級暫定王座決定戦が組まれた。当時総合格闘技無敗のミルコがノゲイラを1Rから圧倒するも、耐えたノゲイラが2Rで逆転勝ちし、暫定王座を獲得した。
ミドル級グランプリ準決勝ではクイントン・"ランペイジ"・ジャクソンがUFCから参戦のチャック・リデルを相手にTKO勝利を飾り、1人目のファイナリストに。日本人として唯一勝ち残った吉田秀彦が「対日本人無敗」のヴァンダレイ・シウバに挑むも、3-0の判定負け。
メインイベントのグランプリ決勝ではジャクソンとシウバが対戦。シウバが膝蹴りの連打でTKO勝ちを収めグランプリ優勝を果たした。
そのほか、PRIDE統括本部長高田延彦がリング上で師・アントニオ猪木との決別を宣言するとともに、共催関係にあったINOKI BOM-BA-YEから離脱し、PRIDE独自の大晦日興行（PRIDE SPECIAL 男祭り 2003）の開催を発表した。これにより、INOKI BOM-BA-YE 2003、K-1 PREMIUM 2003 Dynamite!!と並んで三つ巴の興行戦争へと発展した。

## 試合結果
第1試合 PRIDEルール 1R10分、2・3R5分
○  ゲーリー・グッドリッジ vs.  ダン・ボビッシュ ×
1R 0:18 TKO（レフェリーストップ：スタンドパンチ連打）
第2試合 PRIDE GRANDPRIX 2003 準決勝 1R10分、2R5分
○  クイントン・"ランペイジ"・ジャクソン vs.  チャック・リデル ×
2R 3:10 TKO（タオル投入：パウンド）
※ジャクソンが決勝進出
第3試合 PRIDE GRANDPRIX 2003 準決勝 1R10分、2R5分
○  ヴァンダレイ・シウバ vs.  吉田秀彦 ×
2R終了 判定3-0
※シウバが決勝進出
第4試合 PRIDE GRANDPRIX 2003 リザーブマッチ 1R10分、2・3R5分
○  ダン・ヘンダーソン vs.  ムリーロ・ブスタマンチ ×
1R 0:53 TKO（レフェリーストップ：膝蹴り→パウンド）
※ヘンダーソンがリザーブ権獲得
第5試合 PRIDEルール 1R10分、2・3R5分
○  ヒース・ヒーリング vs.  山本憲尚 ×
3R 2:29 スリーパーホールド
第6試合 PRIDEルール 1R10分、2・3R5分
○  桜庭和志 vs.  ケビン・ランデルマン ×
3R 2:36 腕ひしぎ十字固め
第7試合 PRIDEヘビー級暫定王座決定戦 1R10分、2・3R5分
○  アントニオ・ホドリゴ・ノゲイラ vs.  ミルコ・クロコップ ×
2R 1:45 腕ひしぎ十字固め
※ノゲイラが王座獲得に成功
第8試合 PRIDE GRANDPRIX 2003 決勝戦 1R10分、2・3R5分
○  ヴァンダレイ・シウバ vs.  クイントン・"ランペイジ"・ジャクソン ×
1R 6:28 TKO（レフェリーストップ：膝蹴り）
※シウバがグランプリ優勝